# Heterachthes quadrimaculatus
Heterachthes quadrimaculatus là một loài bọ cánh cứng trong họ Cerambycidae.